# Rechtsgrundlagen der öffentlichen Statistik der Schweiz
Die öffentliche Statistik der Schweiz hat ihre Grundlage in der Schweizer Bundesverfassung. Diese enthält den Statistikartikel (Art. 65) zu Auftrag und Kompetenzen im Bereich der Statistik. 
Näher geregelt sind die rechtlichen Grundlagen der öffentlichen Statistik der Schweiz vorab im Bundesstatistikgesetz vom 9. Oktober 1992. Das Bundesstatistikgesetz formuliert die Aufgaben und die Organisation der Bundesstatistik sowie die Grundlagen von Datenbeschaffung, Veröffentlichungen und Dienstleistungen. Es umschreibt insbesondere die Prinzipien des Datenschutzes. 
Für die Volkszählung als grösste und traditionsreichste statistische Erhebung besteht ein eigenes Gesetz (vom 22. Juni 2007). Dies trifft auch auf die im Verfassungsartikel angesprochene vereinfachte Datenerhebung dank harmonisierter Einwohner- und anderer amtlicher Personenregister zu.
Verschiedene Verordnungen vertiefen die Anordnungen in den erwähnten Gesetzen; so betreffend die Organisation der Bundesstatistik, die Durchführung von statistischen Erhebungen des Bundes, die Gebühren für statistische Dienstleistungen von Verwaltungseinheiten des Bundes, das Betriebs- und Unternehmensregister sowie das eidgenössische Gebäude- und Wohnungsregister.

## Zur Entstehung der Rechtsgrundlagen
Am 23. Juli 1870 beschliesst das Parlament ein auf organisatorische Fragen beschränktes Gesetz über die amtlichen statistischen Aufnahmen in der Schweiz. Auf der Basis von diesem Gesetz wird die Statistik aber uneinheitlich und unsystematisch ausgebaut.
Das Bundesstatistikgesetz vom 9. Oktober 1992 löst das Gesetz von 1870 ab und bildet eine moderne Grundlage für die Schweizer Statistik. Wichtige neue Punkte des Gesetzes von 1992 sind die Koordinationsfunktion des Bundesamtes für Statistik (BFS) als zentraler Statistikstelle im Bund, die Erstellung eines statistischen Mehrjahresprogramms zur Gesamtplanung der Schweizer Statistik sowie die Einsetzung der Kommission für die Bundesstatistik als Beratungsorgan des Bundesrates.
Die neue Bundesverfassung vom 18. April 1999 enthält erstmals einen Artikel zur Statistik (Art. 65). Während in der alten Bundesverfassung die Bundeskompetenz im Bereich der Statistik noch jeweils sachspezifisch festgehalten war, wird in Art. 65 der Bundesverfassung von 1999 neu dem Bund die generelle Statistik-Kompetenz übertragen. Der Bund soll die notwendigen statistischen Daten über den Zustand und die Entwicklung von Bevölkerung, Wirtschaft, Gesellschaft, Bildung, Forschung, Raum und Umwelt in der Schweiz erheben. Statistische Erhebungen durch die Kantone für das eigene Gebiet sind dadurch aber nicht ausgeschlossen – bei der Statistik-Kompetenz handelt es sich um eine sogenannte parallele Kompetenz, welche vom Bund koordinierte parallele Tätigkeit von Bund und Kantonen im Bereich Statistik zulässt.

## Aus dem Bundesstatistikgesetz (BStatG)
- Allgemeine Bestimmungen
- Anordnungsbefugnisse und Mitwirkung
- Organisation der Bundesstatistik
- Datenschutz und Datensicherheit
- Veröffentlichungen und Dienstleistungen
- Strafbestimmungen
- Schlussbestimmungen

Datum des Inkrafttretens: 1. August 1993 (Bundesratsbeschluss vom 30. Juni 1993)